# Joseph Zbukvic
Joseph Branko Zbukvic (Zagreb, 1952) is een Australische aquarellist.
Zbukvic emigreerde in 1970 naar Australië. Hij studeerde industriële vormgeving in Melbourne en maakte tijdens zijn studie aquarellen voor zijn ontwerpen. Dat leidde tot een fascinatie met het medium, dat hij begon te gebruiken voor landschap studies. In 1975 won hij de Corio Council Art Award, en in 1977 hield hij zijn eerste solo expositie. Sindsdien heeft hij meer dan 200 prijzen gewonnen en meer dan 40 exposities gehouden. Zbukvic's techniek is deels gebaseerd op het nat houden van zijn schilderijen terwijl hij eraan werkt.  Hij gebruikt het vloeien van de pigmenten in de waterverf om stemming en atmosfeer uit te drukken. Hij heeft twee boeken gepubliceerd en een aantal videos waarin hij zijn stijl en techniek uitlegt en demonstreert.
Zbukvic's stijl is omschreven als los en impressionistisch en zijn werk als somber en gevoelig. Hij wordt beschouwd als een van de beste contemporaine aquarellisten.